# Hans von Marées

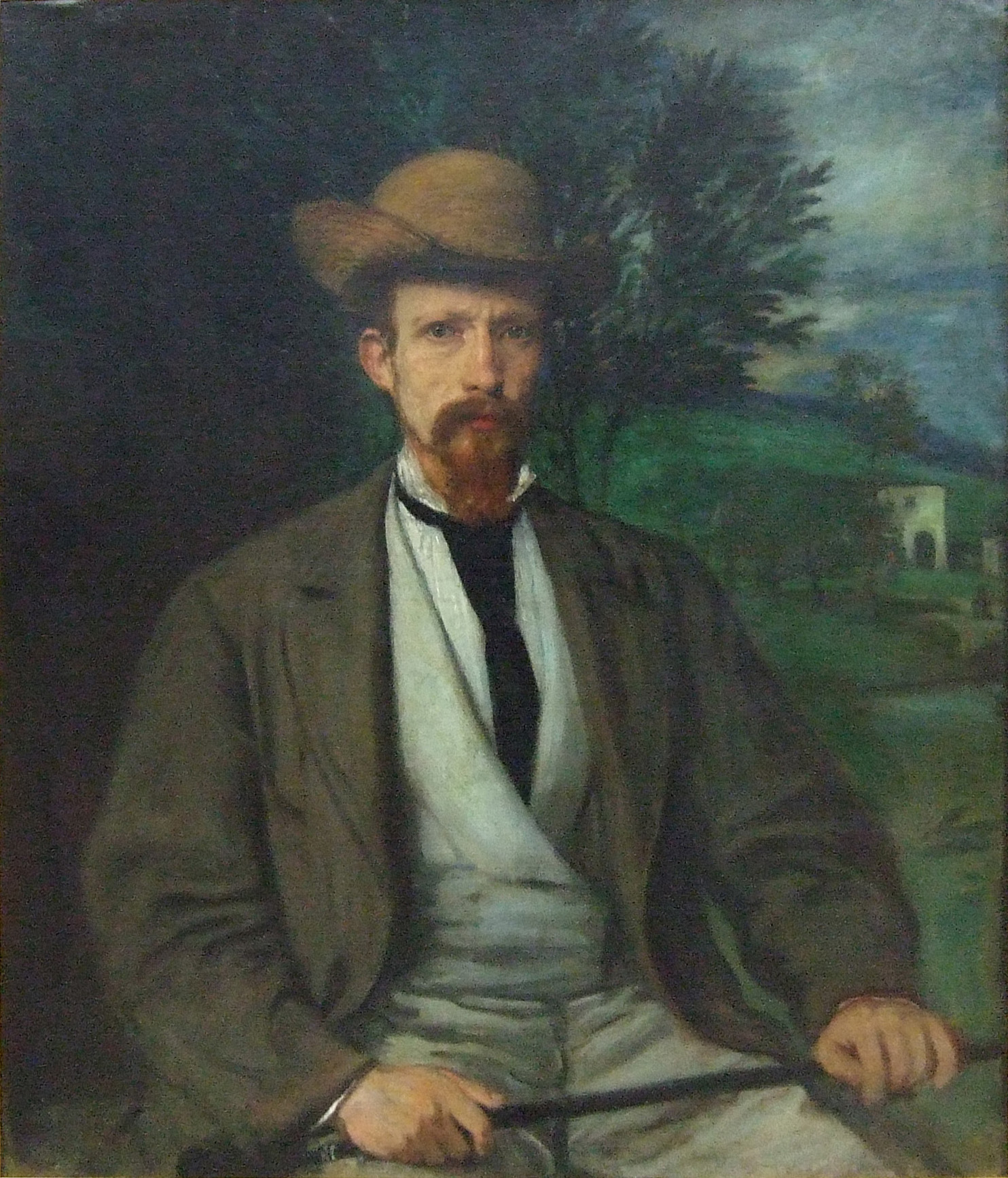
Hans von Marées (1874): Selbstbildnis mit gelbem Hut

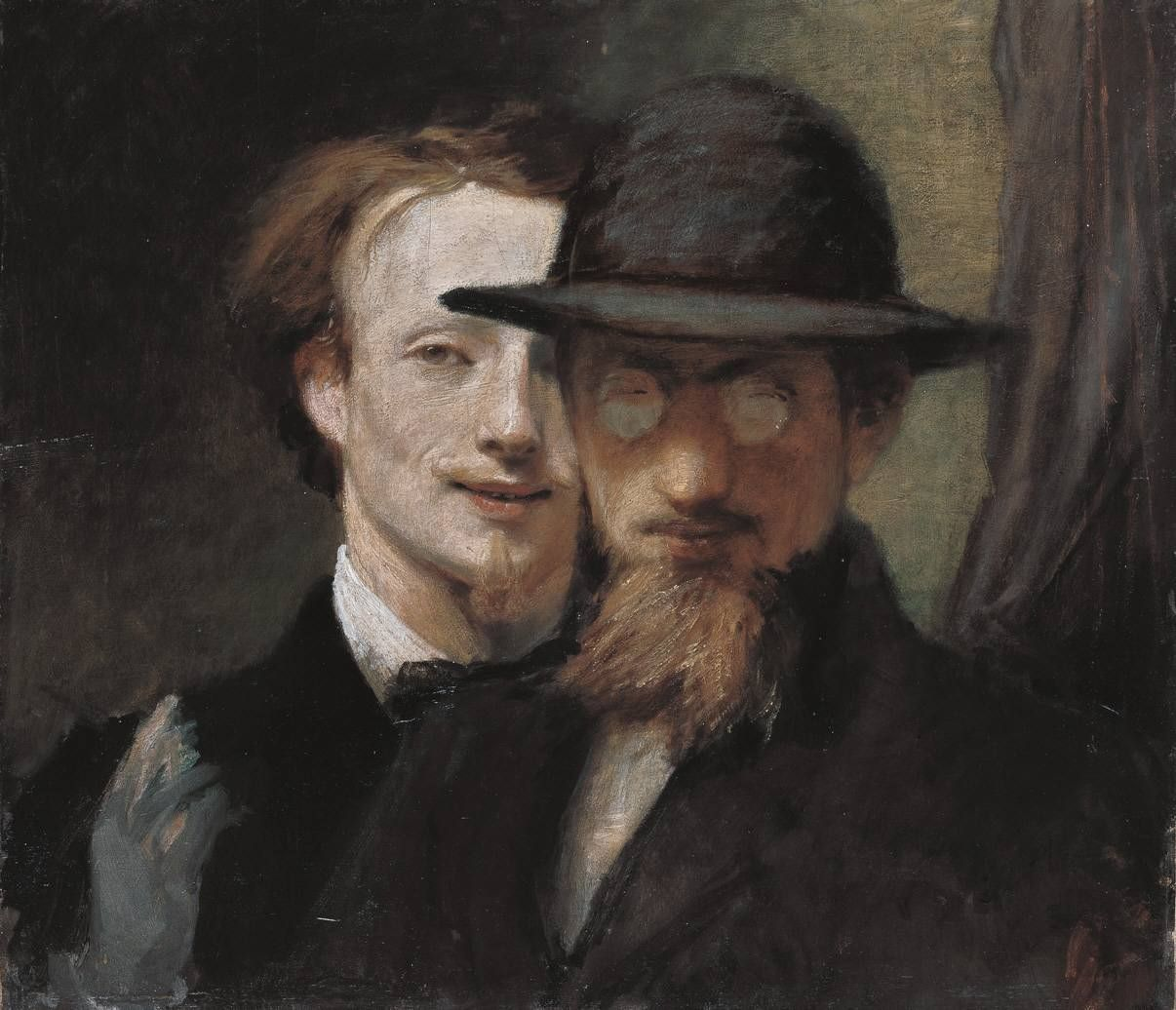
Hans von Marées (1863): Marées (li) und Lenbach, Sammlung Schack

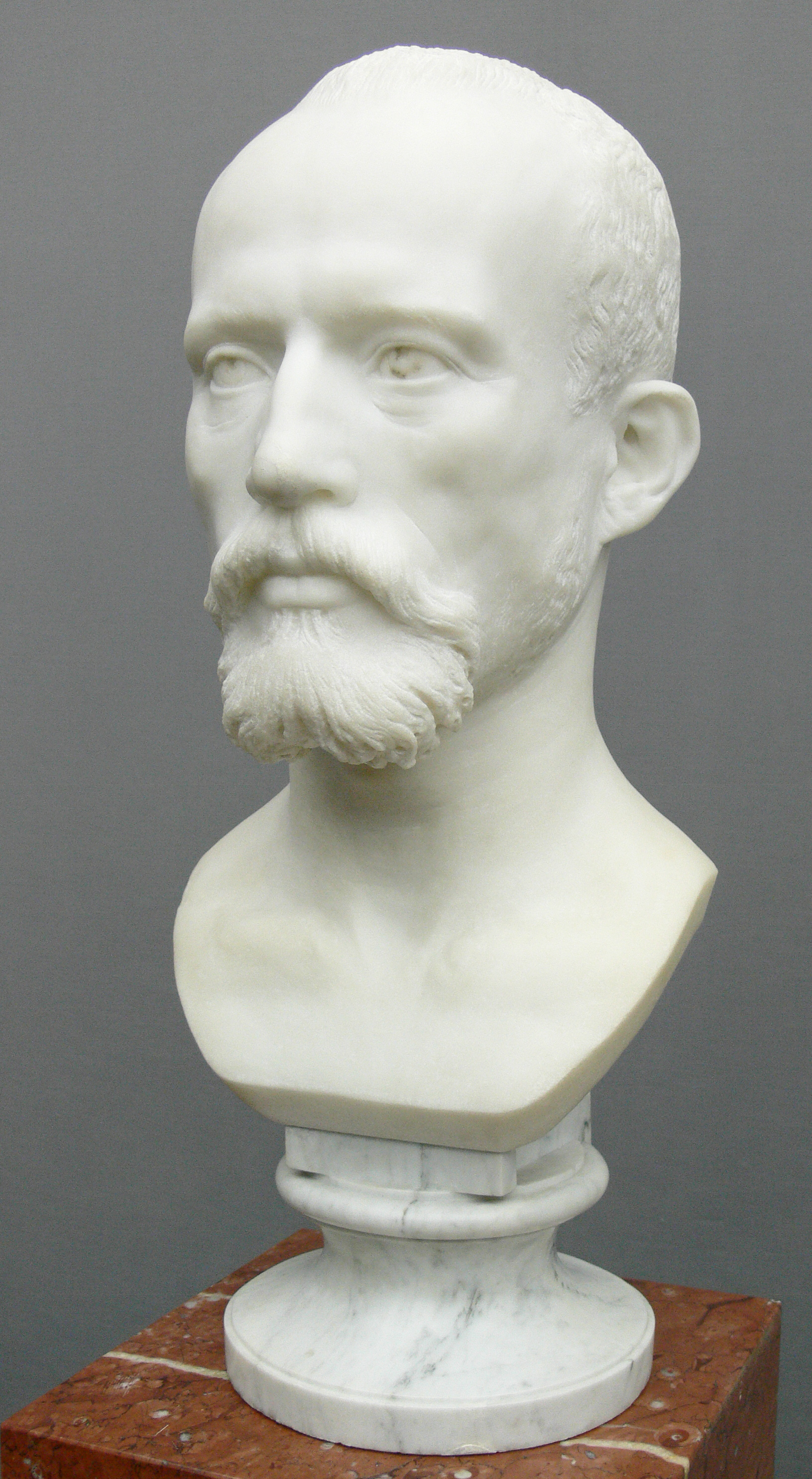
Hans von Marées (Porträtbüste von Carl Begas d. J., 1878)

Johann Reinhard von Marées (* 24. Dezember 1837 in Elberfeld; † 5. Juni 1887 in Rom) war ein deutscher Zeichner, Grafiker und Maler des Idealismus.

## Herkunft
Die Familie entstammt altem französisch-niederländischem Adel. Sein Großvater, der anhaltinische Kammerpräsident Karl von Marées (1765–1845), wurde 1826 in den anhalt-dessauischen Adel aufgenommen und war ein Onkel des preußischen Generalmajors Louis von Marées. Seine Eltern waren der preußische Kammerpräsident in Koblenz Adolf von Marées (1801–1874) und dessen Ehefrau Friederike Susmann (1810–1864), die Tochter des jüdischen Großkaufmanns Susmann. Sein Bruder Georg (1834–1888) war preußischer Oberstleutnant und Militärschriftsteller.

## Leben
Marées bewies schon früh eine zeichnerische Begabung. An der Berliner Kunstakademie wurde er 1854 Schüler von Carl Steffeck, trennte sich aber bereits nach einem Jahr von ihm.
Nach dem Militärdienst kam er 1857 nach München, wo er nach der Natur arbeitete und sich im Kreis seiner Freunde Franz von Lenbach, Adolf Lier und Anton Teichlein in Opposition zur Akademie ein dunkeltonig-malerisches, an den alten Niederländern orientiertes Kolorit aneignete. Neben Militärmotiven und Landschaftsbildern entstanden damals eindringliche Freundesporträts und Selbstbildnisse. Marées malte teilweise im Auftrag des Kunstagenten Swertschkow für den Baron Alexander von Stieglitz und fertigte Kopien für ihn an. Dabei entstand u. a. 1863 das programmatisch vorausweisende Landschaftsbild Bad der Diana. In München lernte Marées auch Adolf Friedrich Graf von Schack kennen, der ihm 1864 das in niederländischer Tradition gemalte Bild Die Schwemme abkaufte.
Noch im selben Jahr schickte Schack den so gut wie mittellosen Marées nach Florenz und Rom, wo er zusammen mit Lenbach bedeutende Gemälde kopieren sollte. Die vier Kopien, die Marées 1865 nach München sandte, zeichnen sich durch einen freien Bezug des Malers zu den Originalen aus. Zwei weitere Gemälde, die auf der Reise entstanden, verkaufte Schack wieder, da er sie als nicht gut genug erachtete. Schack sah in diesem Auftrag eine Art Ausbildung für Marées, wünschte sich von ihm aber vor allem klassische Kopien für seine Sammlung. Marées andererseits wurde durch die intensive Auseinandersetzung mit der italienischen Renaissancemalerei immer mehr zur Entwicklung einer eigenen, charakteristischen Bildform getrieben. In den folgenden Jahren versuchte er Schack in ausführlichen Briefen davon zu überzeugen, dass sich die Geduld des Sammlers lohnen werde. Schack reagierte jedoch verhalten und kürzte offenbar die finanziellen Zuwendungen, als Marées ab 1866 in eine längere Schaffenskrise geriet und so gut wie nichts mehr von sich hören ließ. 1868 brach der enttäuschte Maler schließlich den Kontakt zu Schack wegen der andauernden beiderseitigen Unzufriedenheit ab.
Bald darauf lernte Marées in Rom den Bildhauer Adolf von Hildebrand und den Kulturphilosophen Konrad Fiedler kennen und fand in zweiterem einen neuen Mäzen. Auf einer gemeinsamen Reise 1869 nach Spanien, Frankreich und Holland gewann er um 1870, besonders von Eugène Delacroix beeindruckt, mit einer neuen Farbkraft auch eine verfestigte, tektonische Formensprache idealer Prägung (z. B. Orangenpflückender Reiter, 1869/70), die ihn in den Kreis der neuidealistischen Deutsch-Römer um Arnold Böcklin, Anselm Feuerbach und Adolf von Hildebrand rückte. Adolf von Hildebrand liebte und verehrte Marées und „hütete“ seinen Schüler „fast rührend und väterlich wie sein spezielles Kleinod“.
Mit Hildebrand eng befreundet, arbeitete Marées 1871/72 gemeinsam mit ihm in Berlin, anschließend allein in Dresden. Als einzigen Großauftrag seines Lebens führte er die von Fiedler finanzierten Fresken in der Zoologischen Station in Neapel aus. Mit seiner monumentalen Überhöhung einer realistischen Szenerie am Golf von Neapel ist das Werk eine der bedeutendsten deutschen Kunstleistungen des 19. Jahrhunderts. Marées schloss Freundschaft mit Arnold Böcklin, trennte sich 1876 von Hildebrand und ging endgültig nach Rom, wo er öffentlichkeitsscheu lebte und unter dem Eindruck der Werke Raffaels und antiker Skulpturen sein reifes Werk als Ausdruck unerfüllter Sehnsucht nach idealer menschlicher Existenz in der Natur schuf. Oft mythologisch motiviert, aber von hoher Allgemeingültigkeit im Miteinander von klassischen Akten in südlicher Landschaft, fand er hier zu letzter formaler Klarheit und dunkelglühender Farbkraft (z. B. in den Triptychen Die Hesperiden, zwei Fassungen 1879/80 und 1884/87; Die Werbung, 1885–1887; Die heiligen drei Reiter, 1885–1887).
Seinerzeit in seinem selbstquälerischen Vollkommenheitsstreben unverstanden, das ihn immer wieder zu Übermalungen veranlasste, wurde er erst nach der Jahrhundertwende – zum Teil auch mit Missdeutungen wie z. B. in nationalsozialistischer Zeit – als Wegbereiter einer modernen figurativen Ausdruckskunst erkannt. Größere Werkbestände von Marées befinden sich in der Neuen Pinakothek München (Schenkung von Fiedler 1891), der Staatlichen Graphischen Sammlung München, dem Von der Heydt-Museum Wuppertal und der Nationalgalerie Berlin.
Er starb 1887 unverheiratet in Rom und wurde auf dem protestantischen Friedhof in Rom nahe der Cestius-Pyramide bestattet.

## Werke (Auszug)

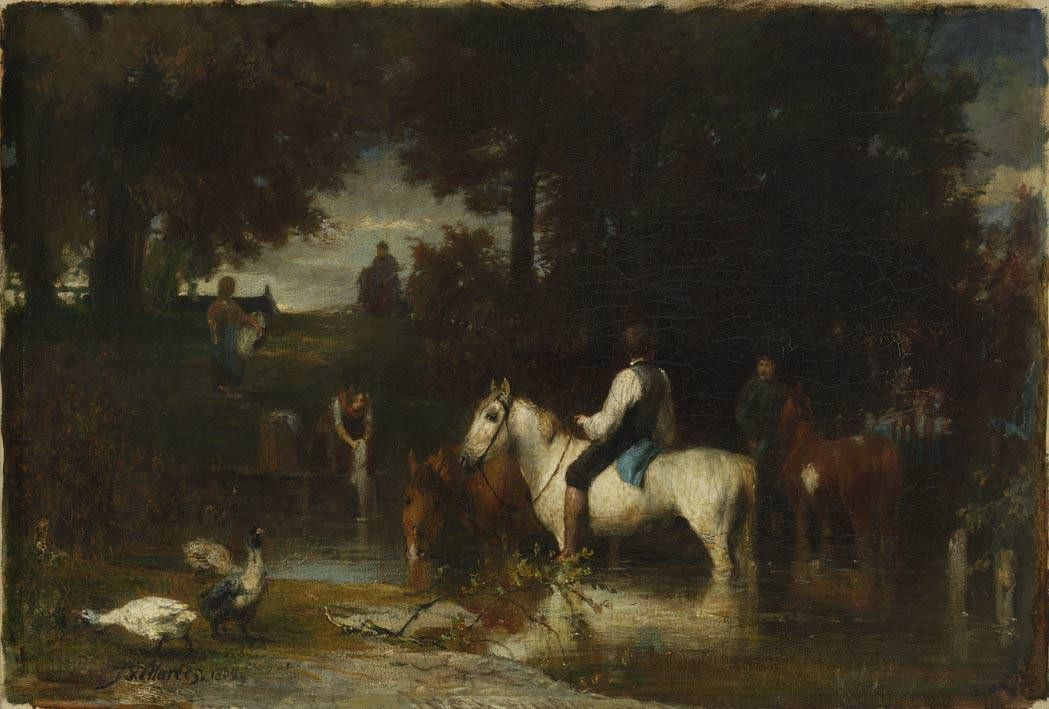
Hans von Marées (1864): Die Schwemme, Sammlung Schack

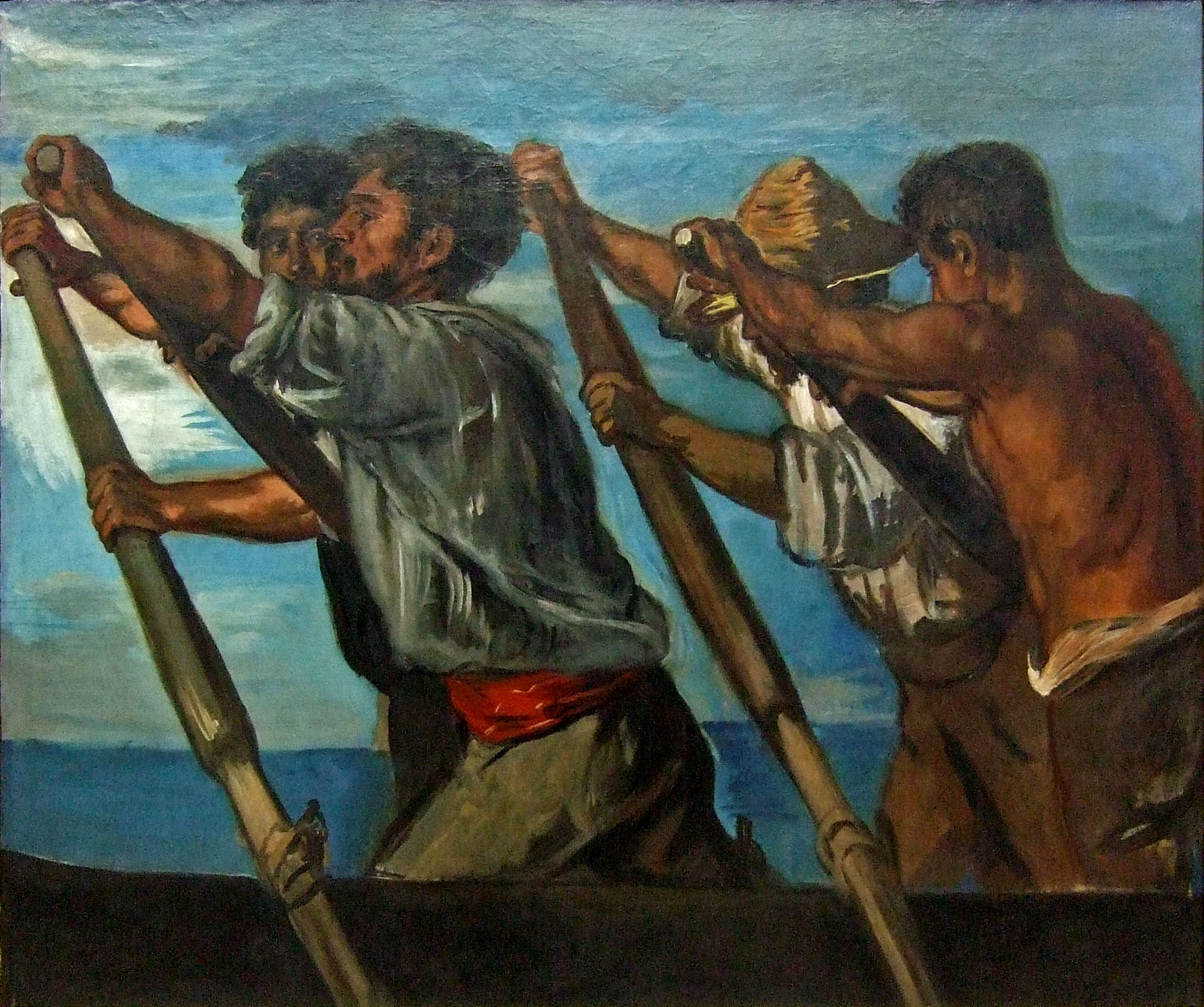
Hans von Marées (1873): Die Ruderer – Vorstudie zur Freskierung der Zoologischen Station in Neapel

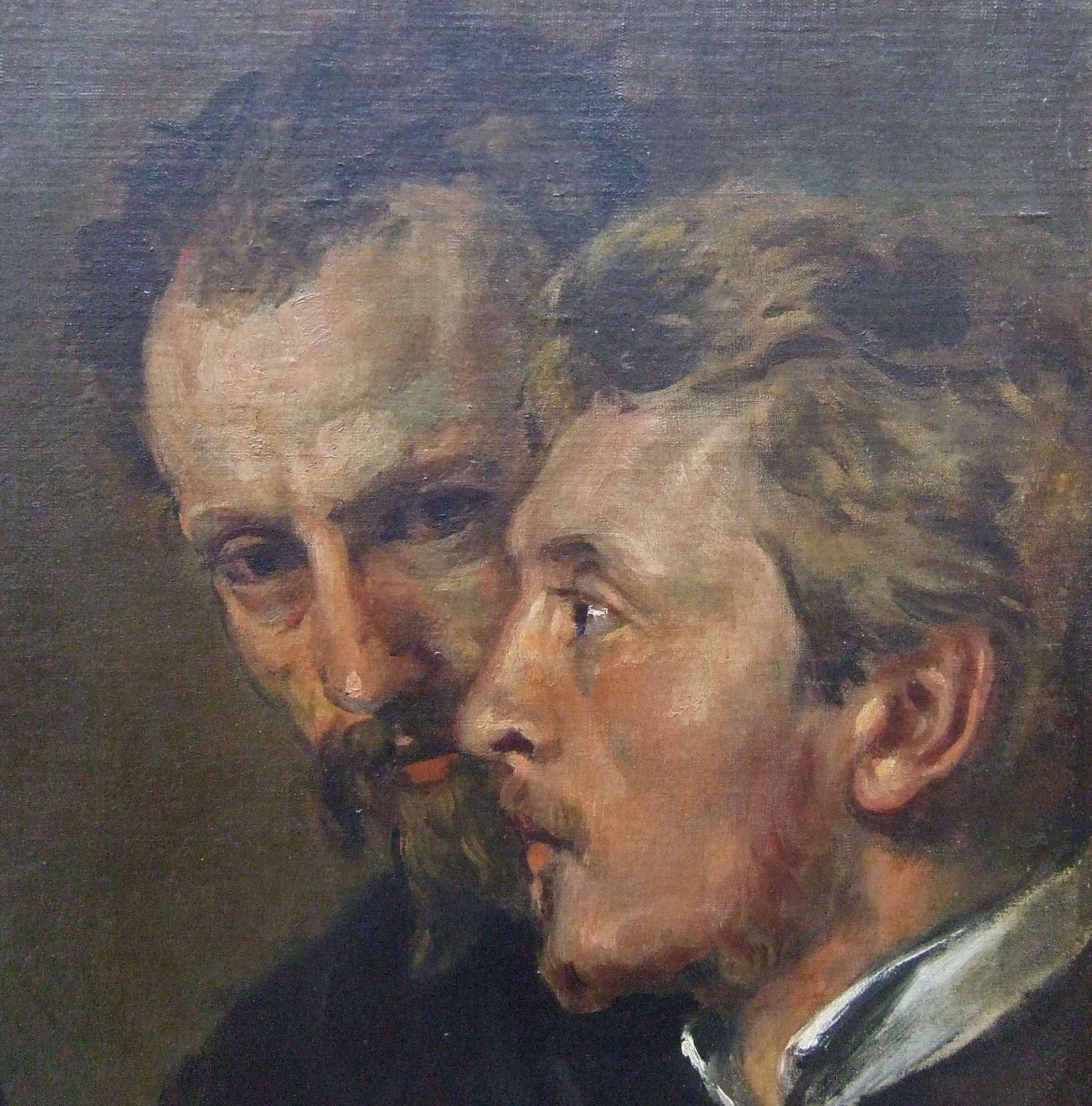
Hans von Marées (1873, Ausschnitt): Marées und Hildebrand, Neue Pinakothek.

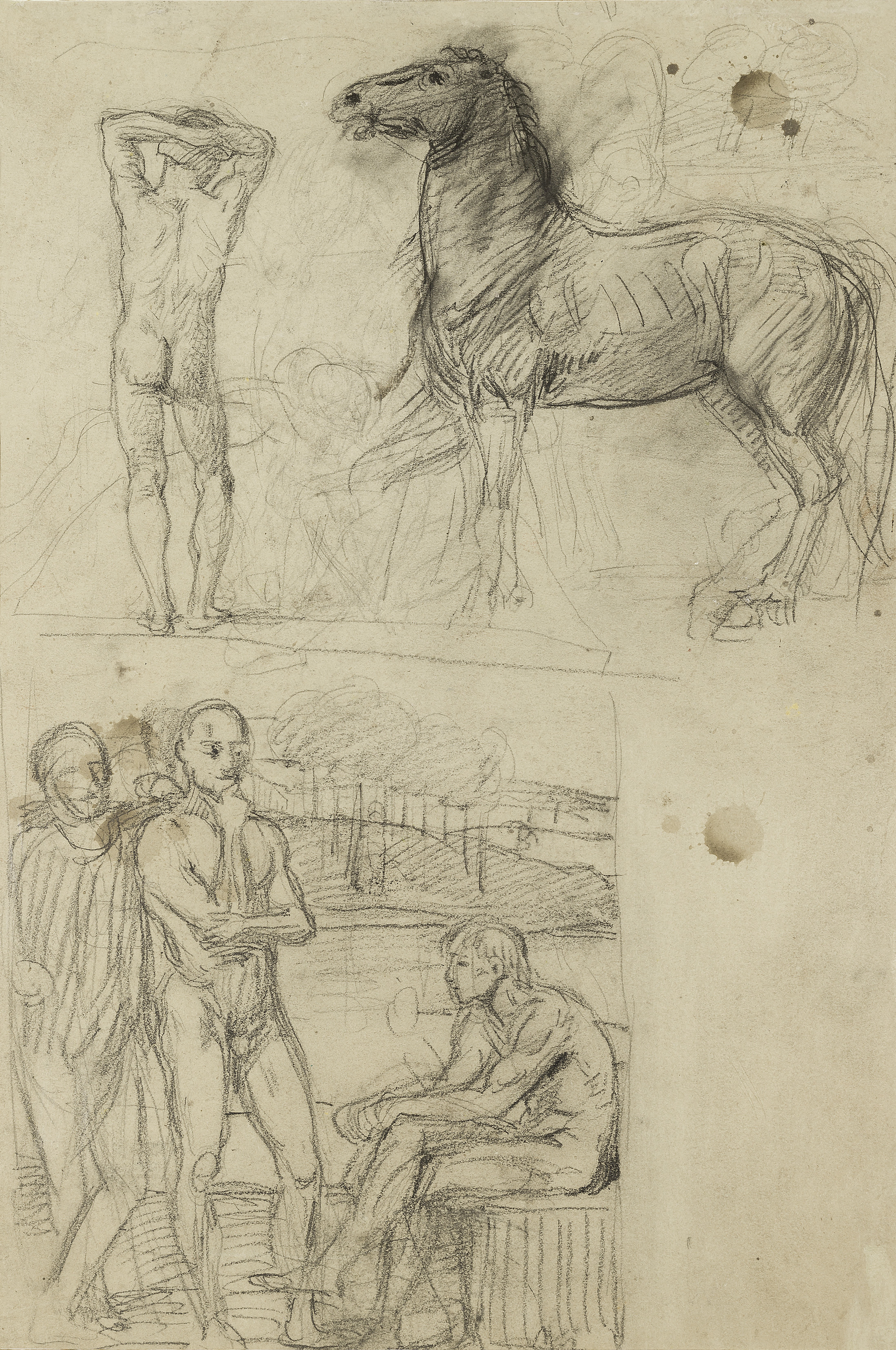
Hans von Marées (um 1880): Figürliche Kompositionen

- Verwundetentransport in der Schlacht von Solferino, 1860, Öl auf Leinwand, 41 × 51 cm, Heeresgeschichtliches Museum, Wien.[8]
- Porträt des Malers Heinrich Heger, 1861, Nationalgalerie, Berlin.
- Hof der Münchener Residenz, 1862/63, Öl auf Leinwand, 240 × 162 cm, Eremitage, Sankt Petersburg
- Rast der Diana, 1863, Neue Pinakothek, München
- Die Schwemme, 1864, Sammlung Schack, München
- Adolf Hildebrand, um 1868 Bayerische Staatsgemäldesammlungen
- Philippus und der Kämmerer, 1869, Alte Nationalgalerie, Berlin
- Abendliche Waldszene, um 1870, Kunsthalle Bremen
- Georg von Marées (Bruder des Künstlers), 1871, Neue Pinakothek
- Porträt Hans Marées und Adolf von Hildebrand, 1873, Neue Pinakothek
- Der Orangenpflücker, 1873, Alte Nationalgalerie, Berlin
- Aufbruch der Fischer, 1873, Von der Heydt-Museum, Wuppertal-Elberfeld
- Selbstbildnis mit gelbem Hut, 1874, Alte Nationalgalerie, Berlin
- Drei Männer, um 1874, Von der Heydt-Museum, Wuppertal-Elberfeld
- Die Lebensalter, 1877/78, Alte Nationalgalerie, Berlin.
- Die Labung, 1879/80, der gestrandete Odysseus wird von Nausikaa begrüßt, Museum Wiesbaden.
- Der Drachentöter, 1880, Alte Nationalgalerie, Berlin.
- Hesperiden, Triptychon, 1884, Öl auf Holz, 341 × 482 cm, Neue Pinakothek.

## Ehrungen
Der Bildhauer Erwin Wortelkamp schuf im Jahr 2002 eine Bronzeskulptur mit dem Titel Für Hans von Marées.

## Ausstellungen
1987/88: Zeichnungen – Staatliche Graphische Sammlung München, Katalog von Gisela Scheffler
2008: Suche nach der wahren Form – von-der-Heydt-Museum, Wuppertal
2015/16: Olaf Metzel – Hans von Marées. Eine Annäherung – Alte Pinakothek, München

## Belege
1. ↑  Bernhard Hein (Dessau, 2017): Nachkommen von Johan (Jan) de Maretz (Desmares), Einträge II-18 u. II-23; (online als PDF (186 KB), auf privater Webseite familienforschung-hein.de), abgerufen am 25. November 2022.
2. ↑  Claude Summers: The Queer Encyclopedia of the Visual Arts. Cleis Press Start, 2012, ISBN 978-1-57344-874-1, S. 223 (google.de).
3. ↑  Andrea Pophanken: Graf Schack als Kunstsammler.  Private Kunstförderung in München (1854–1874). scaneg Verlag, München 1994, ISBN 3-89235-060-4, S. 149.
4. ↑  Andrea Pophanken: Graf Schack als Kunstsammler.  Private Kunstförderung in München (1854–1874). scaneg Verlag, München 1994, ISBN 3-89235-060-4, S. 394 ff.
5. ↑  Herbert W.Rott: Sammlung Schack – Katalog der ausgestellten Gemälde. Hrsg.: Staatsgemäldesammlungen München. Hatje Cantz, Ostfildern 2009, ISBN 978-3-7757-2504-0, S. 18, 272 f.
6. ↑  in Sigrid Braunsfels-Esche, Marées-Katalog 1987, Seite 39–64
7. ↑  Bernd-Ulrich Hergemöller, Mann für Mann, Seite 491/492
8. ↑  Manfried Rauchensteiner, Manfred Litscher: Das Heeresgeschichtliche Museum in Wien, Verlag Styria, Wien 2000, ISBN 3-222-12834-0, S. 53.
9. ↑  Hans Weingartz: Erwin Wortelkamp. nrw-museum.de, abgerufen am 19. Februar 2011.
10. ↑  Buchvorstellung auf kunstmarkt.com, abgerufen am 13. Juni 2013.
11. ↑  Franz Wegener: Der Vedremo-Bund: Conrad Fiedler, Hans von Marées und Adolf von Hildebrand. Kulturfoerderverein Ruhrg., 2016, ISBN 978-1-5331-3909-2 (google.de [abgerufen am 3. Dezember 2019]).

| Personendaten    | Personendaten                                         |
| ---------------- | ----------------------------------------------------- |
| NAME             | Marées, Hans von                                      |
| ALTERNATIVNAMEN  | Marées, Johann Reinhard von                           |
| KURZBESCHREIBUNG | deutscher Zeichner, Grafiker und Maler des Idealismus |
| GEBURTSDATUM     | 24. Dezember 1837                                     |
| GEBURTSORT       | Elberfeld                                             |
| STERBEDATUM      | 5. Juni 1887                                          |
| STERBEORT        | Rom                                                   |